# Ady Endre Emlékmúzeum (Nagyvárad)
Az Ady Endre Emlékmúzeum (románul Muzeul Ady Endre)  az Adyra vonatkozó irodalmi anyag és emlékek gyűjtőhelye a „Müllerei” (Mülleráj) néven ismert nagyváradi cukrászda nyári kioszkjában, ahol a költő gyakorta vendégeskedett. Az emlékmúzeum 1955-ben nyílt meg. Szervezetileg a Körösvidéki Múzeum keretében működik.

## A gyűjtemény állománya

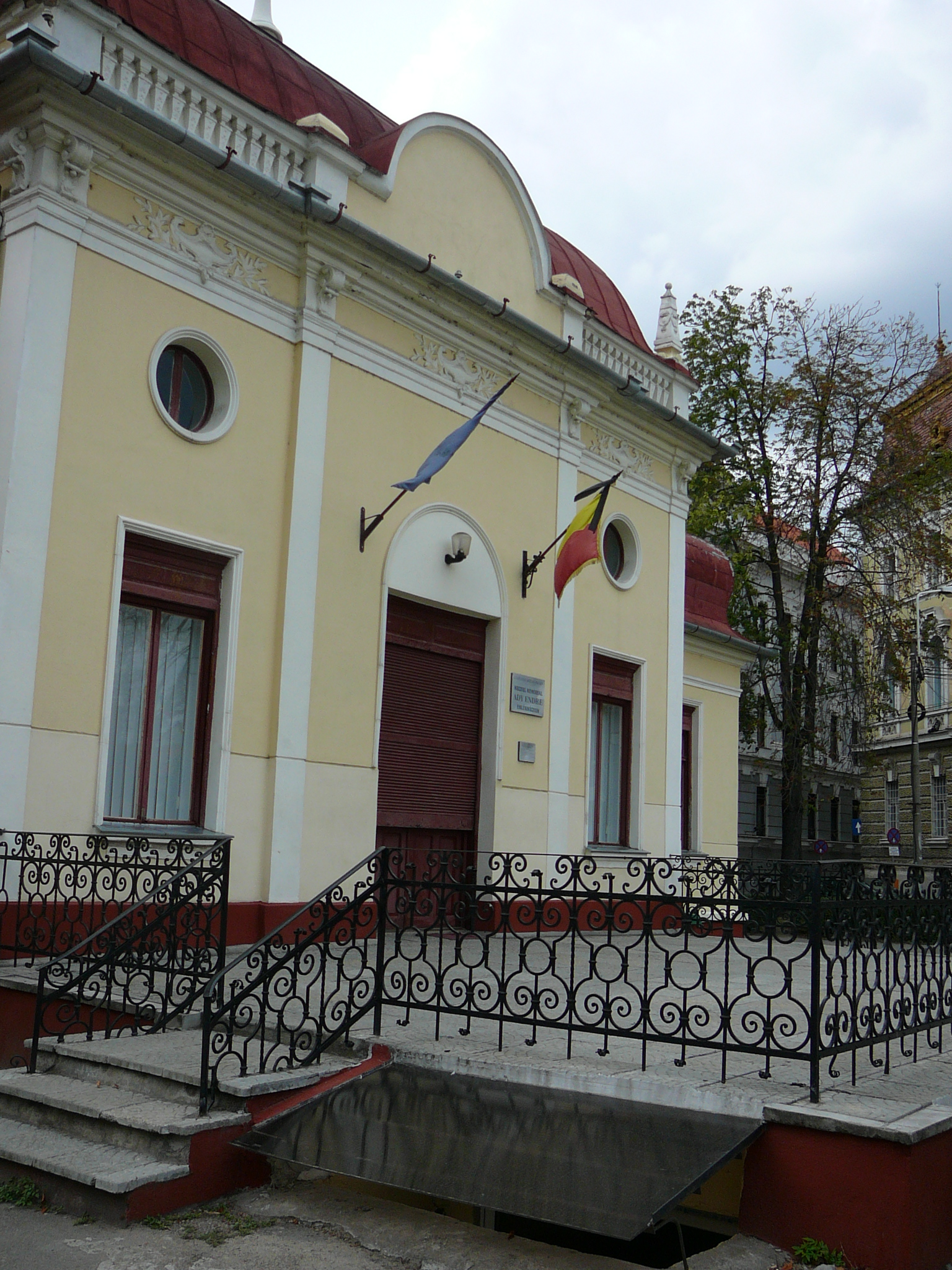
Ady Endre Emlékmúzeum

Törzsállománya a Rozsnyai Kálmán-féle Ady-ereklyegyűjtemény, amelyet Nagyvárad városa 1942-ben vásárolt meg. A II. világháborúban jelentős veszteségeket szenvedett anyaghoz hozzácsatolták a zilahi gimnáziumban őrzött gyűjtemény maradványait; ezek nagy részét még a költő édesanyja és Ady Lajos, a költő testvéröccse adományozta az egykori Wesselényi-kollégiumnak. A két gyűjtemény egyesítése után 1955. november 26-án nyílt meg ünnepélyesen az Ady Endre Emlékmúzeum. Megszervezője és első igazgatója, Tabéry Géza, 1958-ban bekövetkezett haláláig itt alakította ki a romániai Ady-kutatás őrhelyét.
Az Ady-relikviák gyűjtése és konzerválása, a gyűjtemény állandó gazdagítása és tudományos feldolgozása folytán a kutatások alapjául szolgáló leltár mára a következőképpen alakult: a 430 kötetes könyvtárból 134 Ady-mű, 51 különböző nyelvű Ady-fordítás, 183 Adyval kapcsolatos munka; a kéziratgyűjteményből 28 eredeti Ady-kézirat, ill. -levél; több mint kétszáz levél Léda, Csinszka, Ady Lajos, Dutka Ákos, Octavian Goga, Emil Isac, Emőd Tamás, Földessy Gyula, Tabéry Géza és mások tollából; a fényképgyűjteményből 40 eredeti, 305 másolat; cikkgyűjteménye kb. 1000 Adyval kapcsolatos írást tartalmaz; megvannak a Reinitz Béla, Hetényi Heidelberg Albert, Kacsóh Pongrác, Hodula István és mások megzenésítette Ady-versek kottái; 7 festmény, 6 szobor őrzi a költő emlékét. A gyűjteményt kéziratmásolatok, filmek, műsorok, plakátok, meghívók, gyászjelentések, rajzok, illusztrációk, folyóirat-sorozatok (köztük a Nyugat szinte teljes kollekciója) egészítik ki. 1980-ban Tóth János volt az igazgató.

## Kiállításai
2020. február 28-án Ím, megtaláltam magamat! Ady és Nagyvárad címmel nyílt meg az új állandó kiállítás, a budapesti Petőfi Irodalmi Múzeum munkatársainak közreműködésével.